# Деркачев (хутор)
Не следует путать с хутором Деркачева Матвеево-Курганского района Ростовской области.
Деркачев — хутор в Неклиновском районе Ростовской области.
Входит в состав Фёдоровского сельского поселения.

## Население
| 2010 |
| ---- |
| 0    |

## Улицы
На хуторе имеется одна улица — Деркачева.